# João Luís do Livramento
João Luís do Livramento foi um militar, comerciante e político brasileiro.
Foi membro do Conselho Geral da Província de Santa Catarina - 2ª legislatura, deputado à Assembleia Legislativa Provincial de Santa Catarina na 1ª legislatura (1835 — 1837), e na 4ª legislatura (1842 — 1843), como suplente convocado.